# Valladolid
Valladolid ( pronunțat în castiliană (ajutor·info)) este un oraș din Spania, situat în centrul Comunității Autonome Castilia și León. Este capitala provinciei Valladolid și a Comunității Autonome Castillia y Leon, a fost de asemenea sediul curții castelliane și între 1601 și 1606 capitala Imperiului Spaniol până când aceasta s-a mutat la Madrid. Cu o populație de 319.943 locuitori și o suprafață de 197,5 km² este al 13-lea oraș ca mărime din Spania și al 88-lea din Uniunea Europeană.

## Etimologie
Originea numelui orașului nu este încă clară, în trecut se credea că provine de la Valledolit (Valea lui Olit), un bogătaș care se presupune că deținea orașul, dar această teorie a căzut. O altă posibilitate ar fi Valea Măslinilor, însă ținând seama de clima extremă este foarte puțin probabil că se înregistrau cantități considerabile de măsline în zonă. Originea cea mai exactă pare că provine de la expresia celtă Vallis tolitum (Valea Apelor), asta pentru că prin oraș trec râurile Pisuerga și Esgueva, care înainte de canalizare se întindeau pe diverse ramificații. Pe de altă parte există o teorie despre Valle de lid, locul unde se reuneau clanurile și triburile preromane pentru înfruntările armate.

## Istorie
Există indicii datând din Paleoliticul Inferior, însă nu se poate spune că orașul a avut o populație stabilă până în Evul Mediu.
Așezările descoperite în provincia Valladolid datează din epoca pre-romană, există în zonă urme ale populației vacceos, o populație cu o cultură foarte avansată.
În anul 1205 a fost înființată aici prima universitate din Spania.

## Personalități marcante
- Ines Sastre
- Gregorio Fernández
- Cristofor Columb
- Ana de Austria
- Elvir Koljić (n. 1995), fotbalist bosniac.